# Маркус Зузак
Маркус Френк Зузак (англ. Markus Frank Zusak, 23 червня 1975) — австралійський письменник. Його найвідоміші твори — «Крадійка книжок» і «Я — посланець»  — стали міжнародними бестселерами й позиціювалися як підліткові романи. Лауреат премії Маргарет Едвардс 2014 року.

## Біографія
Маркус Зузак народився 23 червня 1975 року в Сіднеї, Австралія. Його батько та мати в 1950-ті емігрували в Австралію з Німеччини та Австрії. Маркус — наймолодша дитина в сім'ї, має двох сестер і брата. Навчався в Енгадінській середній школі, де згодом став викладачем англійської, поєднуючи роботу із  письменницькою кар'єрою. Вищу освіту з історії й англійської філології здобув в Університеті Нового Південного Вельсу, отримав ступінь бакалавра та диплом з викладання.
1992 року написав свою дебютну книгу — «Андердоґ», яка вийшла друком аж після 7 років спроб і очікувань. З 1999 року Зузак загалом видав шість книжок. Перші три, «Андердоґ», «Боротьба з Рубеном Вульфом» і «Коли пси забрешуть», вийшли у 1999—2001 роках в різних англомовних країнах і принесли авторові низку літературних нагород. 2002 року опубліковано роман «Я — посланець», який вже наступного року здобув такі нагороди як книга року за версією австралійської Ради дитячої книги (англ. CBC Book of the Year Award), премію імені Етел Тернер (англ. Ethel Turner Prize), премію ім. Майкла Л. Принца (США).
2005 року опубліковано роман «Крадійка книжок», який нині перекладено тридцятьма мовами світу, зокрема, українською. Серед досягнень роману: найвища позначка в рейтингу Amazon.com, у списку бестселерів за версією «Нью-Йорк Таймс», в аналогічних рейтингах Бразилії, Ірландії та Тайваню. Входила до п'ятірки найбільш купованих книг Великої Британії, Іспанії, Ізраїлю, Південної Кореї.  Успішною стала також екранізація, яка в українському прокаті вийшла під назвою «Книжкова злодійка» (2013). 2018 року світ побачив роман під назвою «Глиняний міст».
Одружений, виховує доньку. Вільний час присвячує серфінгу та перегляду фільмів.

## Переклади українською
- Маркус Зузак. Крадійка книжок / пер. з анг. Наталія Гоїн. — Х. : Клуб сімейного дозвілля, 2016. — 416 с. — ISBN 978-617-12-0092-0.
- Маркус Зузак. Глиняний міст / пер. з анг. Любов Пилаєва. — К. : BOOKCHEF, 2020. — 656 с. — ISBN 978-617-7808-94-6.